# Luis Zeballos
Luis Alberto Zeballos Bulacio (n. Los Polvorines, provincia de Buenos Aires Argentina, 3 de marzo de 1985) es un futbolista argentino. Juega de mediocampista y actualmente se encuentra jugando en Club Atlético Los Andes de la Primera B Nacional de Argentina.

## Clubes
| Club                    | País      | Año           | PJ  | Goles |
| ----------------------- | --------- | ------------- | --- | ----- |
| Colegiales              | Argentina | 2003-2012     | 254 | 7     |
| Club Atlético Los Andes | Argentina | 2012-presente | 144 | 5     |